# Етвил
Етвил (фр. Esteville) насеље је и општина у северној Француској у региону Горња Нормандија, у департману Приморска Сена која припада префектури Руан.
По подацима из 2011. године у општини је живело 519 становника, а густина насељености је износила 98,11 становника/km². Општина се простире на површини од 5,29 km². Налази се на средњој надморској висини од 172 метара (максималној 176 m, а минималној 156 m).

## Демографија
| 1962. | 1968. | 1975. | 1982. | 1990. | 1999. | 2011. |
| ----- | ----- | ----- | ----- | ----- | ----- | ----- |
| 252   | 261   | 320   | 428   | 378   | 376   | 519   |

График промене броја становника у току последњих година